# 9910 Vogelweide
Vogelweide (asteróide 9910) é um asteróide da cintura principal, a 2,7877605 UA. Possui uma excentricidade de 0,0291592 e um período orbital de 1 777,29 dias (4,87 anos).
Vogelweide tem uma velocidade orbital média de 17,57676795 km/s e uma inclinação de 3,36854º.
Este asteróide foi descoberto em 30 de Setembro de 1973 por Cornelis van Houten, Ingrid van Houten-Groeneveld.